# Background Intelligent Transfer Service
Pour les articles homonymes, voir BITS.
Background Intelligent Transfer Service, soit service de transfert intelligent en arrière-plan, (BITS) est un composant des systèmes d'exploitation Microsoft Windows (Vista et Windows 2003) qui est utilisé par 
- les services de mises à jour logicielles de Microsoft: Windows Update (voir Microsoft Update), WSUS (Windows Server Update Services), et SMS (Systems Management Server)
- des logiciels de messagerie instantanée de Microsoft
- des logiciels non-Microsoft.

Ce logiciel permet le transfert de fichiers asynchrones  utilisant la bande passante lorsqu'elle est inoccupée.

## Technologie
BITS utilise la bande passante inutile pour transférer les données. Normalement, BITS transfère les données en second plan (seulement si la bande passante n'est pas totalement utilisée par des applications), par exemple, si 80 % de la bande passante est utilisée par des applications, BITS n'utilisera que les 20 % de bande passante restant.
BITS surveille constamment la quantité de bande passante demandé par les applications pour ajuster sa propre consommation de bande passante afin d'en laisser suffisamment pour les autres applications. Il peut aussi interrompre son transfert de données lorsque les autres applications ont besoin de toute la bande passante.

### Protocoles
BITS peut utiliser les protocoles HTTP ou HTTPS (HTTP avec TLS ou SSL)

### Tâches
BITS utilise une file d'attente pour gérer les transferts de fichier.

## Historique
La version 1.0 de BITS, octobre 2001, permettait les téléchargements dans un seul sens. 
Depuis la version 1.5, septembre 2003, le téléchargement est possible dans les deux sens : téléchargement et téléversement. Les mises à jour (upload) nécessitent que IIS soit installé, avec les extensions de serveur BITS.
- Version 1.0, octobre 2001
  - Première version, incluses avec Windows XP RTM (Release to Manufacturing).
- Version 1.2, juillet 2002
  - Inclus avec Windows XP Service Pack 1 et Windows 2000 Service Pack 3.
- Version 1.5, septembre 2003
  - Inclus avec Windows Server 2003
- Version 2.0, août 2004
  - Inclus avec Windows XP Service Pack 2 et Windows Server 2003 Service Pack 1
  - utilisant Server Message Block
- Version 2.5
  - Ajoute support pour l'authentification basée sur un certificat électronique du client pour HTTPS (HTTP basé sur TLS ou SSL)
  - Support pour IPv6
- Version 3.0, novembre 2006
  - Utilise entre autres le protocole Internet Gateway Device et des stratégies de groupe

NB : Windows Vista peut utiliser la version 3.0 de BITS (ou la version plus ancienne 2.5).

## Liste d'applications non Microsoft qui utilisent BITS
- Logiciel libre interface homme-machine pour gérer les téléchargements
  - SharpBITS :
  - WinBITS
  - BITS Download Manager

- Logiciels commerciaux
  - Novell ZENworks Desktop Management (en) : un service Web de la société Novell
  - AppSense (en)